# Dennis Bakker
Dennis Bakker (Hoorn, 4 november 1993) is een Nederlandse voormalige wegwielrenner die laatstelijk in 2017 voor Delta Cycling Rotterdam uitkwam.

## Carrière
In 2016 won Bakker de proloog in de Ronde van Slowakije door het 1,1 kilometer lange parcours één seconde sneller af te leggen dan Kevin Pauwels en Maroš Kováč. De leiderstrui raakte hij een dag later kwijt aan Matteo Malucelli. Later dat jaar werd hij onder meer zesde in de belofteneditie van de Omloop Het Nieuwsblad en negende in het eindklassement van de Kreiz Breizh Elites.
In 2017 sprintte Bakker, achter Nicolai Brøchner, naar de twee plek in de openingsetappe van de An Post Rás. Na de derde etappe, waarin hij vierde werd, nam hij de leiderstrui over van de Deen. Een dag later moest hij zijn leidende positie afstaan aan de Ier Matthew Teggart.

## Overwinningen
2016
Proloog Ronde van Slowakije

## Ploegen
- 2013 –  Metec-TKH Continental Cyclingteam
- 2014 –  Metec-TKH Continental Cyclingteam
- 2015 –  Parkhotel Valkenburg Continental Team
- 2016 –  Parkhotel Valkenburg Continental Team
- 2017 –  Delta Cycling Rotterdam